# Baetis yixiani
Baetis yixiani is een haft uit de familie Baetidae. De wetenschappelijke naam van de soort is voor het eerst geldig gepubliceerd in 1999 door Gui & Lu.
De soort komt voor in het Palearctisch gebied.